# Cymothoa gadorum
Cymothoa gadorum es una especie de crustáceo isópodo marino del género Cymothoa, familia Cymothoidae. Fue descrita científicamente por Brocchi en 1875.

## Distribución
Esta especie se encuentra en el océano Antártico.